# Liste du patrimoine mondial à Oman
Cet article recense les sites inscrits au patrimoine mondial à Oman.

## Statistiques
Oman accepte la Convention pour la protection du patrimoine mondial, culturel et naturel le 6 octobre 1981. Le premier site protégé est inscrit en 1987.
En 2018, Oman compte 5 sites inscrits au patrimoine mondial, culturels. Un sixième site a été retiré de la liste en 2007.
Le pays a également soumis 7 sites à la liste indicative, 2 culturels, 4 naturels et 1 mixte.

## Listes

### Patrimoine mondial
Les sites suivants sont inscrits au patrimoine mondial.
| Site                                            | Subdivision                            | Type                  | Date | Superficie (ha) | Lien | Notes | Coordonnées                       | Illus. |
| ----------------------------------------------- | -------------------------------------- | --------------------- | ---- | --------------- | ---- | --- | --------------------------------- | ------ |
| Cité ancienne de Qalhât                         | Ach-Charqiya du Sud                    | Culturel,(ii), (iii)  | 2018 | 69,314          | 1537 | | 22° 41′ 38″ nord, 59° 22′ 30″ est |        |
| Fort de Bahla                                   | Ad-Dākhilīyah                          | Culturel, (iv)        | 1987 |                 | 433  | | 22° 57′ 50″ nord, 57° 18′ 04″ est |        |
| Sites archéologiques de Bat, Al-Khutm et Al-Ayn | Ad-Dākhilīyah                          | Culturel, (iii), (iv) | 1988 |                 | 434  | Comprend : - l'habitat protohistorique de Bat ; - la tour monumentale d'Al-Khutm ; - la nécropole d'Al-Ayn .                                                                                        | 23° 16′ 12″ nord, 56° 44′ 42″ est |        |
| Systèmes d'irrigation aflaj d'Oman              | Ach-Charqiya, Ad-Dākhilīyah, Al-Batina | Culturel, (v)         | 2006 | 1 456           | 1207 | Comprend cinq systèmes d'irrigation distincts : - falaj Al-Khatmeen - falaj Al-Malki - falaj Daris - falaj Al-Jeela - falaj Al-Muyassar                                                             | 22° 59′ 56″ nord, 57° 32′ 10″ est |        |
| Terre de l'encens                               | Dhofar                                 | Culturel, (iii), (iv) | 2000 | 850             | 1010 | Comprend quatre sites distincts : - site archéologique de Shisr (ar) - site archéologique et environnement naturel de Khor Rori - site archéologique d'Al-Balid - parc de l'encens de l'oued Dawkah | 18° 15′ 11″ nord, 53° 38′ 53″ est |        |

### Ancien site du patrimoine mondial
| Site                       | Subdivision | Type         | Date | Superficie (ha) | Lien | Notes                      | Coordonnées               | Illus. |
| -------------------------- | ----------- | ------------ | ---- | --------------- | ---- | -------------------------- | ------------------------- | ------ |
| Sanctuaire de l'oryx arabe | Al-Wusta    | Naturel, (x) | 1994 | 2 750 000       | 654  | Retiré de la liste en 2007 | 19° 42′ nord, 57° 00′ est |        |

### Liste indicative
Les sites suivants sont inscrits sur la liste indicative.
| Site                                                                       | Subdivision         | Type                                  | Date | Superficie (ha) | Lien | Notes | Coordonnées | Illus. |
| -------------------------------------------------------------------------- | ------------------- | ------------------------------------- | ---- | --------------- | ---- | ----- | ----------- | ------ |
| Les forts de Rustaq (ar) et al-Hazm                                        | Al-Batina           | Culturel                              | 1988 |                 | 497  |       |             |        |
| Paysage culturel de Bisya & Salut et leurs domaines archéologiques         | Ad-Dākhilīyah       | Culturel (ii), (iii), (iv), (v), (vi) | 2014 |                 | 5939 |       |             |        |
| Réserve des tortues de Ras al Hadd et site patrimonial de Ras al-Jinz (en) | Ach-Charqiya du Sud | Mixte (ii), (iii), (x)                | 2013 |                 | 5840 |       |             |        |
| Réserve naturelle du djebel Shams                                          | Dhofar              | Naturel (vii), (x)                    | 2013 |                 | 5834 |       |             |        |
| Réserve naturelle des îles Al Daymaniyat                                   | Mascate             | Naturel (x)                           | 2013 |                 | 5839 |       |             |        |
| Réserve naturelle proposée de Bar al-Hakman (ar)                           | Al-Wusta            | Naturel (x)                           | 2013 |                 | 5833 |       |             |        |
| Réserve naturelle proposée des îles Al Hallaniyyat                         | Dhofar              | Naturel (x)                           | 2013 |                 | 5832 |       |             |        |